# Tall Umari
Tall Umari (arab. تلعمري) – wieś w Syrii, w muhafazie Hims. W 2004 roku liczyła 895 mieszkańców.